# Ferran Albert II de Brunsvic-Lüneburg
Ferran Albert II de Brunvic-Lüneburg (en alemany Ferdinand Albrecht II von Braunschweig-Wolfenbüttel) va néixer a Bevern (Alemanya) el 29 de maig de 1680 i va morir a Salzdahlum el 2 de setembre de 1735. Era un noble alemany, el quart fill del duc Ferran Albert I de Brunsvic-Luneburg (1636-1687) i de Cristina Guillema de Hessen-Eschwege (1648-1702). Va ser duc de Brunsvic-Lüneburg i el 1735 assolí el títol de príncep de Wolfenbüttel
Com a oficial de l'exèrcit del Sacre Imperi Romanogermànic va lluitar al cosat de l'emprerador Leopold I en la Guerra de Successió Espanyola (1701-1714); el 1707 ascendí a general, i el 1711 a mariscal de camp. Durant la guerra austro-turca (1716-1718) va lluitar a les ordres del príncep Eugeni de Savoia (1663-1736), i va participar en les batalles de Belgrad i de Petrovaradin.
Després de la mort del seu cosí Lluís Rodolf de Brunsvic-Wolfenbüttel el març 1735, heretà el principat de Wolfenbüttel i va renunciar a la seva carrera militar, però va morir sis mesos després.

## Matrimoni i fills
El 15 d'octubre de 1712 es va casar amb Antonieta Amàlia de Brunsvic-Lüneburg (1696-1762), filla del seu cosí Lluís Rodolf (1671-1735) i de Cristina Lluïsa d'Oettingen-Oettingen (1671-1747). El matrimoni va tenir 13 fills que arribaren a l'edat adulta: 
- Carles (1713-1780), casat amb la princesa Felipa Carlota de Prússia (1716-1801).
- Antoni Ulric (1714-1776), casat amb Anna Leopolda de Mecklenburg-Schwerin (1718-1746).
- Elisabet Cristina (1715-1797), casada amb Frederic el Gran (1712-1786).
- Lluís Ernest de Brunsvic-Lüneburg (1718-1788)
- August (1719-1720)
- Frederica (1719-1772)
- Ferran (1721-1792)
- Lluïsa Amàlia (1722-1780), casada amb August Guillem de Prússia (1722-1758).
- Sofia Antònia (1724-1802), casada amb Ernest Frederic de Saxònia-Coburg-Saalfeld (1724-1800)
- Albert (1725-1745)
- Carlota (1725-1766)
- Teresa (1728-1778)
- Juliana Maria (1729-1796), casada amb Frederic V de Dinamarca (1723-1766).
- Frederic Guillem (1731-1732).
- Federic Francesc (1732-1758)